# Карл Фердинанд Австрійський
Карл Фердинанд Австрійський (нім. Karl Ferdinand von Österreich), ( 29 липня 1818 — 20 листопада 1874) — ерцгерцог Австрійський з династії Габсбургів, син ерцгерцога Карла Австрійського, герцога Тешенського, та принцеси Нассау-Вайльбурзької Генрієтти Александріни. Генерал від кавалерії австрійської армії (1860). Кавалер кількох орденів. Почесний член Австрійського географічного товариства.

## Біографія

### Ранні роки
Народився 29 липня 1818 року у Відні. Був третьою дитиною та другим сином у родині ерцгерцога Карла Австрійського та його дружини Генрієтти Александріни Нассау-Вайльбурзької. Мав старшу сестру Марію Терезу та брата Альбрехта.
Батько був ветераном наполеонівських воєн і прославився у битві під Асперном 1809 року. У 1822 році він успадкував від свого дядька Тешинське герцогство, а під час Бельгійської революції розглядався як ймовірний кандидат на престол новоствореної країни. Сім'я до того часу поповнилася чотирма дітьми, з яких вижили Фрідріх, Марія Кароліна та Вільгельм. Мешкала родина у віденських апартаментах і замку Вайльбург поблизу Бадена. Серед нерухомості тешинського спадку були також Палац Ерцгерцога Альбрехта із великою художньою колекцією у Відні, Цешинський замок і замок Гросс Зеєловіц у Моравії. Сімейне життя протікало у в тихому усамітненні й було щасливим і гармонійним. Втім, у віці 11 років Карл Фердинанд втратив матір, яка померла від скарлатини зовсім молодою. Батько більше не одружувався. З дітьми та почтом він часто навідував Гросс Зеєловіц. Один із таких візитів відбувся 1835 року.

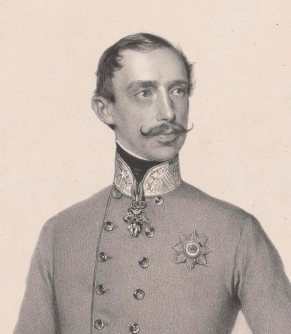
Карл Фердинанд, 1853

### Військова кар'єра
Карл Фердинанд розпочав службу у 57-му піхотному полку в Брно, пізніше став командиром бригади імператорської армії в Італії. З 28 червня 1842 року був шефом Білгородського 12-го уланського полку Російської імперії. Боровся проти чеських повстанців у Празі в ході революції 1848 року. Після поразки демократичних сил брав участь у примирливих діях австрійського імператорського дому. Пізніше став шефом 51-го піхотного полку, розквартированого у Венеції, який складався в основному з трансильванських солдат-уніатів. 
31 серпня 1856 року, разом з імператором Францем Йозефом та іншими членами родини Габсбургів, був присутнім на церемонії освячення Естергомського собору.
У 1860 році був знову відряджений до Брно. 7 листопада того року отримав чин генерала від кавалерії.

### Приватне життя
У віці 35 років узяв шлюб із 23-річною Єлизаветою Францискою Австрійською, яка походила з угорської гілки династії Габсбургів і доводилася йому кузиною. Наречена була удовою та мала від першого шлюбу малолітню доньку. Весілля відбулося 18 квітня 1854 у Відні. Подружній союз виявився щасливим. Оселилися молодята у замку Гросс Зеєловіца, який передав їм ерцгерцог Альбрехт. Замок за кілька років перед цим був реконструйований. Навколо був розбитий ландшафтний парк, існував також фазанарій. У Гросс Зеєловіцу народилися всі шестеро дітей пари.
Карл Фердинанд організував у своїх володіннях видовищні полювання, які відвідували відомі аристократи. Під час одного з них здоров'я ерцгерцога, який страждав на хронічне захворювання печінки, значно погіршилося, і він помер 20 листопада 1874 у замку Гросс Зеєловіца. Був похований у Новій крипті Імператорського склепу Капуцинеркірхе у Відні.
Дружина пережила його майже на тридцять років. Синів всиновив його брат Альбрехт, який не мав нащадків чоловічої статі, і передав їм усі свої великі статки. Донька у 1879 році стала королевою-консортом, а згодом — і регентом Іспанії.

## Родина

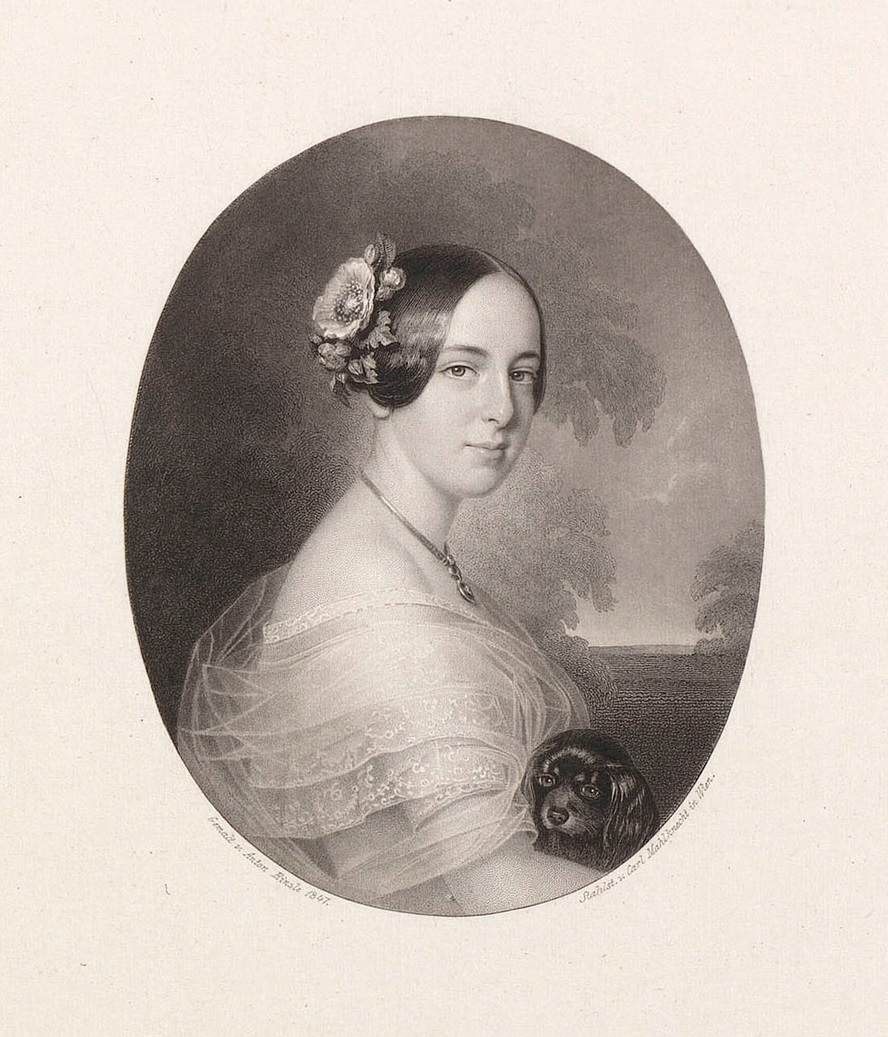
Єлизавета Франциска Австрійська

Дружина —  Єлизавета Франциска Австрійська
Діти:
- Франц Йозеф (5 — 13 березня 1855) — прожив 8 днів;
- Фрідріх (1856 — 1936) — генерал-фельдмаршал німецької армії, був одруженим з Ізабеллою фон Крой, мав дев'ятеро дітей;
- Марія Крістіна (1858⁣ — ⁣ 1929) — дружина короля Іспанії Альфонса XII, мала трьох дітей;
- Карл Стефан (1860⁣ — ⁣ 1933) — був одруженим з ерцгерцогинею Марією Терезією Австрійською, мав шестеро дітей;
- Ойген (1863 — 1954) — великий магістр Тевтонського ордену у 1894-1923 роках, одруженим не був, дітей не мав;
- Марія Елеонора (19 листопада — 9 грудня 1864) — прожила 3 тижні.

## Нагороди
- Орден Золотого руна (Австрійська імперія) (1836);
- Орден Андрія Первозванного (Російська імперія);
- Орден Святого Олександра Невського (Російська імперія);
- Орден Білого Орла (Російська імперія);
- Орден Святої Анни 1-го ступеня (Російська імперія);
- Орден Чорного орла (Прусське королівство);
- Орден Червоного орла 1-го класу (Прусське королівство);
- Орден Святого Губерта (Баварське королівство);
- Великий хрест ордену Святого Фердинанда за заслуги (Дім Неаполітанських Бурбонів);
- Великий хрест ордену Святого Йосипа (Велике герцогство Тосканське);
- Великий хрест ордену Людвіга (Велике герцогство Гессенське).[2]